# Eva Löfdahl

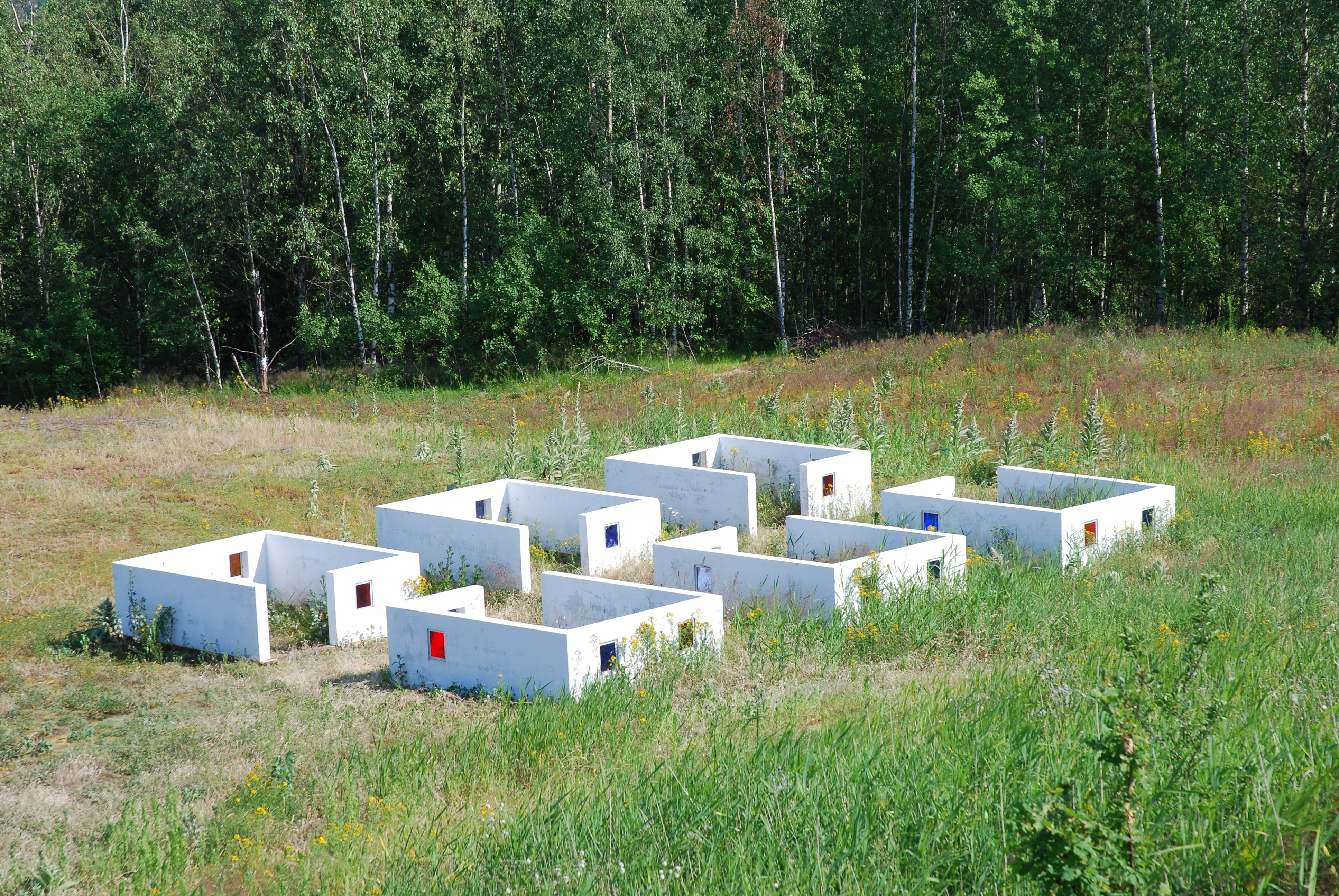
Tur med vädret 2001, Konst på Hög

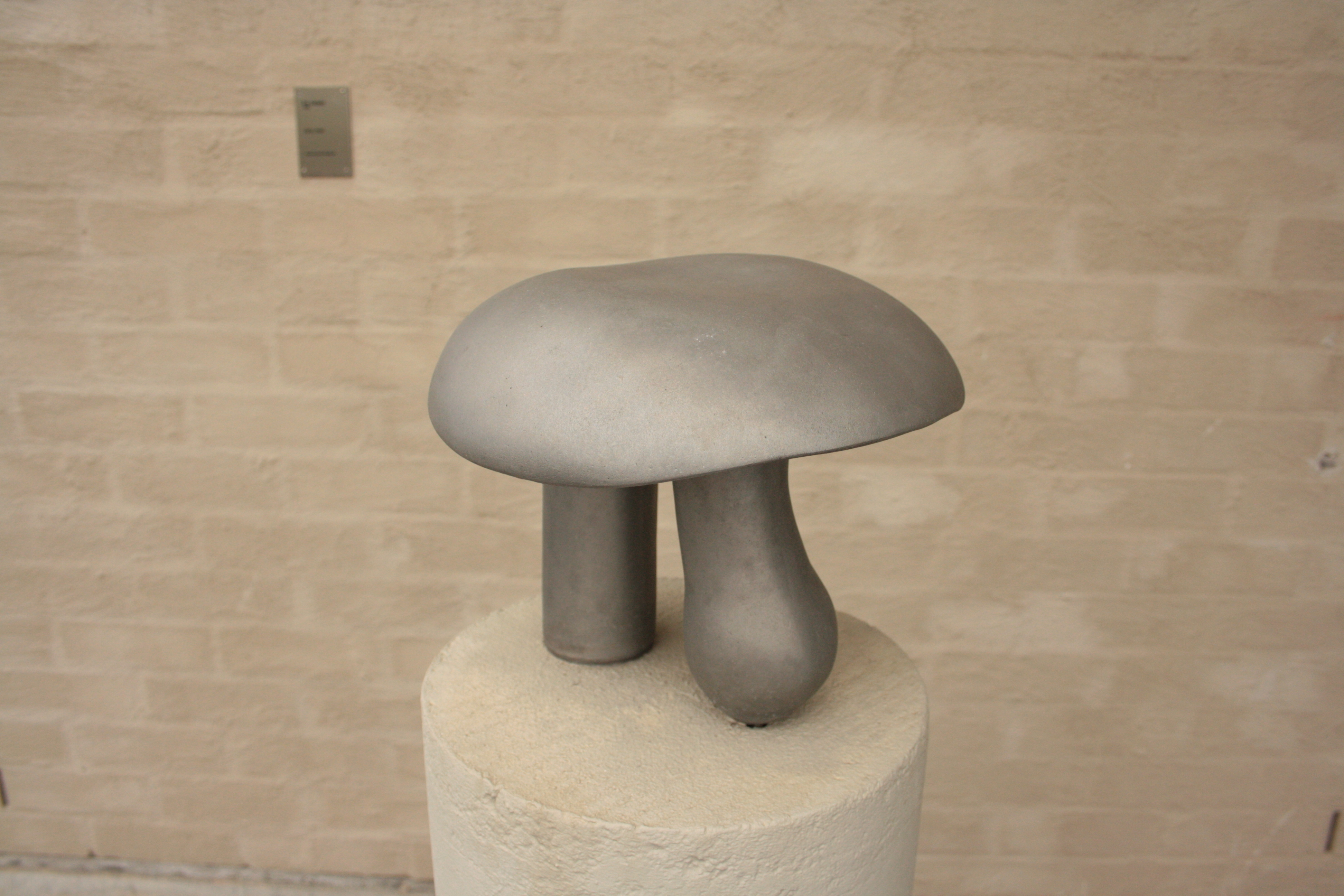
3D π, 2011, Umeå universitet.

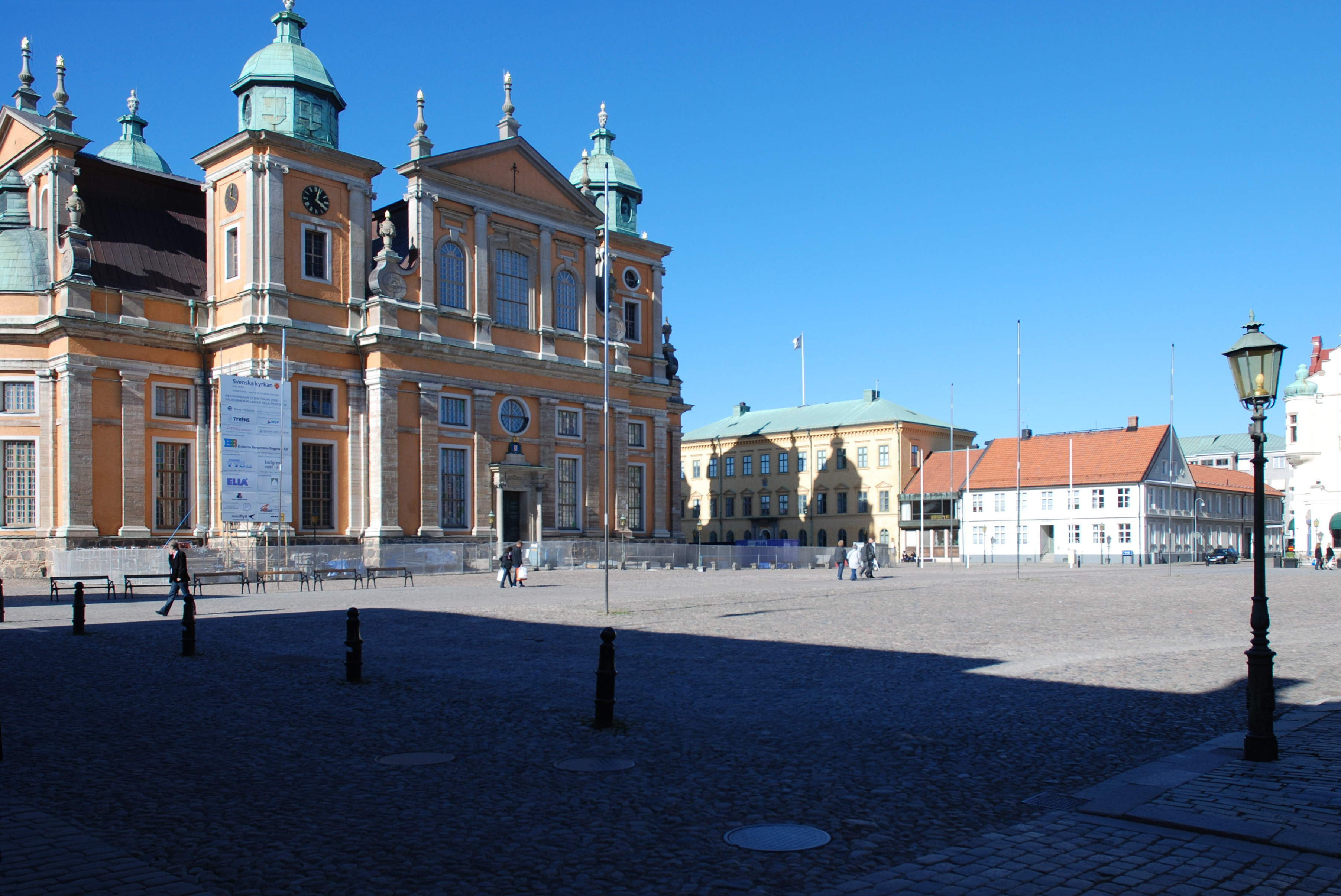
Stortorget i Kalmar, omgestaltning som fick Sienapriset 2004.

Eva Kristina Löfdahl, född 23 juni 1953 i Johanneberg, Göteborg, är en svensk tecknare, målare, skulptör och installationskonstnär.
Eva Löfdahl utbildade sig i grafisk formgivning på Konstfack i Stockholm och Byam Shaw School of Art i London. Hon debuterade år 1980 med Walldagruppen och hade sin första separatutställning på Galleri Wallner i Malmö 1983. Hon har arbetat som lärare på Konsthögskolan i Malmö.
| ”                      | Hennes observationer av sociala, fysiska och mentala tillstånd tar sig uttryck i allt från akvarell, krita och gips till flockad stål, dentalsten och aluminiumskum. Hon är ingen materialfetischist men väljer material med stor omsorg – förfining kan stå mot hembygge och kontrastrikedomen är subtil. Eva Löfdahl har en osviklig förmåga att ge uttryck för det gåtfulla i beständiga verk. Det är gåtfullt och samtidigt fullkomligt självklart. | „ |
| – Ann-Sofi Noring 2011 | |   |

Eva Löfdahl svarade för Sveriges bidrag till Venedigbiennalen år 1995. Hon fick Maria Bonnier Dahlins stipendium 1986, Moderna museets vänners skulpturpris 1997, Barbro & Holger Bäckströms stipendium 1999 och Sveriges Bildkonstnärsfonds Stora stipendium 2013. Hon och arkitekten Adam Caruso fick Sienapriset 2004  för "en känslig upprustning och förnyelse" av Stortorget i Kalmar. Hon är ledamot av Konstakademien. 2014 tilldelades Löfdahl Prins Eugen-medaljen. 2019 tilldelades hon Sten A Olssons kulturstipendium. Löfdahl finns representerad vid Göteborgs konstmuseum.

## Offentliga verk i urval
- Entreprenörmonumentet, aluminium, 2006, Kampen i Helsingfors[9] (omsluter en svart sten av betong av Pertti Kukkonen)
- Gestaltning av Stortorget i Kalmar, markbeläggning av kullersten, gatsten och betong med betongbrunnslock med galler av rostfritt stål samt med master av rostfritt stål och lampor av handblåst glas, 2003 (tillsammans med Caruso St John Architects i London)
- Tur med vädret , 2001, lättbetong och färgat glas, Konst på Hög i Kvarntorp
- Sila mygg och svälja kameler, plywood, glaspärlor och fotografi, 1995, Kemiska övningslaboratoriet på Stockholms universitet